# モザイク (企業)
モザイクは、ミネソタ州プリマスに本社を置く企業。リン酸塩と炭酸カリウム（ポタッシュ）という植物の成長に欠かすことのできない肥料を生産している。カナダに本拠を置くカンポテックス（en:Canpotex）は持分法子会社である。カンポテックスは、カナダ・サスカチュワン州からすべての炭酸カリウムを輸送している会社である。

## 概要
モザイクは、リン酸塩の採掘においては世界最大、炭酸カリウムの採掘についてはニュートリエン（en:Nutrien）に次いで第2位の取り扱い業者である。年間あたりの炭酸カリウムの生産量は1,040万トン、リン酸塩の生産量は年間970万トンである。
2004年10月5日、カーギルの肥料部門とIMCグローバルとの合併により成立した。本社をミネアポリス郊外のプリマスに置く。モザイクは10か国で操業し、世界40か国以上の顧客に肥料を輸出している。モザイクは9か国で港湾施設、倉庫、リン酸塩および炭酸カリウムを袋詰めする施設を保有している。また、9つのリン酸塩鉱山、5つの炭酸カリウム鉱山を保有する。そのうち、炭酸カリウム鉱山は、カナダのサスカチュワン州、アメリカ合衆国のニューメキシコ州とミシガン州にある。